# 约翰·杜尔
约翰·杜尔（英語：L. John Doerr，1951年6月29日—），生於美国密苏里州圣路易，美國籍企業家，美国加利福尼亚州硅谷门洛帕克KPCB的創業投資家和风险投资商。在2009年2月，杜尔被任命为President's Economic Recovery Advisory Board的一员，给总统和他的行政部提供建议和咨询，试图解决美国经济衰退的问题。2013年3月，《Forbes》评选杜尔为全球第527位最富有的人，总财富为27亿美金。在2019年美國400富豪榜，他以75億美元的資產，排名第67名。

## 知名度

### 奖项
1997年，杜尔因其商业杰出成就被评为莱斯大学的杰出校友。
2009年，杜尔成为美国文理科学院的一员。
2010年，杜尔被授予成为加利福尼亚名人堂的一员。